# Joel Ocampo Gorostieta
Joel Ocampo Gorostieta (ur. 21 sierpnia 1963 w El Paso de Tierra Caliente) – meksykański duchowny rzymskokatolicki, biskup Ciudad Altamirano od 2019.

## Życiorys
Święcenia kapłańskie otrzymał 15 kwietnia 1989 i został inkardynowany do diecezji Tacámbaro. Pracował głównie jako duszpasterz parafialny, był także m.in. diecezjalnym duszpasterzem młodzieży, prefektem dyscypliny w diecezjalnym seminarium, a także wikariuszem biskupim ds. życia konsekrowanego.
2 kwietnia 2019 papież Franciszek mianował go biskupem diecezjalnym diecezji Ciudad Altamirano. Sakry udzielił mu 9 lipca 2019 kardynał Alberto Suárez Inda.